# Ортогональна проєкція

Принцип побудови ортогональних проєкцій

Правило розгортання проєкцій на основні площини

Основні види

Ортогона́льна проє́кція (англ. orthogonal projections, нім. Orthogonalprojektionen f pl) — паралельна проєкція предмета чи його частини на площині, перпендикулярній до напрямку проєкціювальних променів, яка утворює суміщену з креслеником одну з граней порожнистого куба, всередині якого уявно розміщено предмет.

## Основні визначення
Правила зображення предметів (виробів) на креслениках усіх галузей промисловості та будівництва встановлюють міждержавні стандарти ДСТУ ISO 5456-2:2005 (та/або ГОСТ 2.305-68). При побудові ортогональних проєкцій за основні площини проєкцій беруть шість граней пустотілого куба (паралелепіпеда), всередині якого розміщують предмет, який проєкціюється на внутрішні грані куба, утворюючи види, до яких відносяться шість основних видів, що одержують на шести внутрішніх гранях куба:
- головний вид (вид спереду) — основний вид предмета на фронтальній площині проєкцій, який дає найповнішу уяву про його форму і розміри відносно якого розташовують інші основні види;
- вид зверху;
- вид зліва;
- вид справа;
- вид знизу;
- вид ззаду.

Види слід виконувати таким чином, щоб головний вигляд давав найповнішу інформацію про предмет. Кількість видів на кресленику залежить від складності предмета. Зображення об'єкта на креслениках повинні давати повне уявлення про його форму, розміри та інші дані, необхідні для його виготовлення та контролю.
Якщо види виконані у проєкційному зв'язку та розміщені на своїх традиційних місцях, їх не позначають. Якщо основні види виконані не в проєкційному зв'язку та розміщені не на своїх традиційних місцях, то над зображенням ставлять літеру українського алфавіту. Напрямок зору необхідно позначити стрілкою, позначеною такою ж літерою. 
Способи зображення:
- Проеціювання в першому квадранті
- Проеціювання в третьому квадранті

Якщо якусь частину предмета (деталі) неможливо показати на основній площині проєкцій без спотворення її форм та розмірів, то застосовують допоміжні види (схему розташування видів із використанням посилальних стрілок): 
схема розташування видів із використанням посилальних стрілок (допоміжний вид) — вид предмета на площині, непаралельній до жодної з основних площин проєкцій, призначений для неспотвореного зображення поверхні, якщо її неможливо отримати на основному виді.
Дзеркальне ортогональне зображення - це ортогональне зображення, за якого предмет, що має бути показаний, є відтворенням зображення у дзеркалі, яке розташовано паралельно до горизонтальних площин цього предмета.
Зображення окремої, вузько обмеженої частини поверхні деталі називають місцевим видом. Якщо місцевий вид виконується не в проєкційному зв'язку, його позначають.

## Застосування
В ортогональних проєкціях складається переважна більшість креслеників гірничої та маркшейдерсько-геологічної документації (геологічні карти і розрізи, плани гірничих виробок, профілі рейкових колій, паспорти кріплень тощо). 
Ортогональна проєкція на вертикальну площину застосовується в маркшейдерській справі для зображення гірничих виробок і документації гірничо-геологічних умов при крутому падінні покладів корисної копалини. Вертикальна площина проєкції орієнтується по середньому простяганню покладу.